# SM Station
SM Station o Station es un proyecto especial creado por SM Entertainment, que promete lanzar una canción cada viernes a partir del 3 de febrero de 2016. SM Station contiene cuatro temporadas, incluyendo tres spin-off.

## Historia
SM Station fue anunciado por Lee Soo-man como parte del proyecto «Neo Culture Technology» de SM Entertainment durante una conferencia de prensa el 27 de enero de 2016. El objetivo es mostrar a los artistas y productores de SM Entertainment, además de incluir colaboraciones con artistas fuera de la agencia. El proyecto inició el 3 de febrero de 2016 con el lanzamiento de su primer sencillo «Rain» por Taeyeon. La canción fue exitosa, ubicándose en el primer lugar de Gaon Digital Chart y ganando un trofeo en el programa de música Inkigayo. Los sencillos posteriores que llegaron al Top 10 de Gaon Digital fueron «Spring Love» de Wendy y Eric Nam, «The Day» de Baekhyun y K.Will, «No Matter What» de BoA y Beenzino, «Dancing King» de EXO y Yoo Jae-suk, «Always in My Heart» de Joy y Seulong, y «Sweet Dream» de Heechul y Min Kyung-hoon. «Rain» y «Spring Love» recibieron varias nominaciones en premiaciones musicales, entre los cuales «Rain» ganó un «Bonsang digital» en los 31° Golden Disc Awards y «Spring Love» ganó el premio como «Mejor canción de rock» en los Melon Music Awards. La primera temporada finalizó el 3 de febrero de 2017 con el sencillo «Curtain» de Suho.
En febrero de 2017, SM Entertainment anunció la segunda temporada de SM Station que, según la agencia, contaría con colaboraciones con músicos extranjeros, así como sus proyectos anteriores, como SM the Ballad, SM the Performance, Summer Vacation y Winter Garden. Comenzó el 31 de marzo de 2017 con el primer sencillo de Red Velvet, «Would U». El 6 de abril de 2017, SM Entertainment lanzó una compilación titulada SM Station Season 1, que contiene los 52 sencillos.de la primera temporada y cinco canciones extras. El álbum está empaquetado como un conjunto de cuatro CD que incluye un álbum de fotos con los artistas entre bastidores. La segunda temporada finalizó el 6 de abril con «New Heroes» del integrante de NCT, Ten.
En agosto de 2018, SM Entertainment anunció un spin off, titulado Station X 0 (Station Young), en colaboración con la marca de teléfonos móviles 0 (Young) de SK Telecom. Según SM, Station X 0 es un proyecto cultural para la generación joven. El primer tráiler del proyecto fue lanzado el 1 de agosto, el logo del proyecto incluía una pequeña figura de Baekhyun de EXO. El 2 de agosto, se lanzó el segundo tráiler de Station X 0, con el logo que incluía una pequeña figura de Taeyeon de Girls' Generation. El mismo día, se anunció que la primera canción sería una colaboración entre Taeyeon y Melomance, programado para ser lanzado el 10 de agosto. El 3 de agosto, se lanzó el tercer tráiler.

## Canciones
Temporadas
- 2016-17: SM Station Season 1
- 2017-18: SM Station Season 2
- 2018: SM Station X 0
- 2018-19: SM Station Season 3
- 2019: SM Station X 4 Loves for Winter
- 2020-21: SM Station Season 4
- 2020: Our Beloved BoA